# Крут (Орн)
Крут (фр. Crouttes) насеље је и општина у северној Француској у региону Доња Нормандија, у департману Орн која припада префектури Аржантан.
По подацима из 2011. године у општини је живело 304 становника, а густина насељености је износила 22,57 становника/km². Општина се простире на површини од 13,47 km². Налази се на средњој надморској висини од 240 метара (максималној 259 m, а минималној 90 m).

## Демографија
| 1962. | 1968. | 1975. | 1982. | 1990. | 1999. | 2011. |
| ----- | ----- | ----- | ----- | ----- | ----- | ----- |
| 301   | 328   | 217   | 201   | 216   | 257   | 304   |

График промене броја становника у току последњих година